# Joaquim Carriço
Joaquim Martins Carriço, mais conhecido por Rolo (Estremoz, 1936), é um artesão português.

## Biografia
Desde cedo aprendeu a realizar diversos tipos de trabalhos, desde os ligados à vida do campo, aos das pedreiras até ao de empregado numa grande unidade de distribuição de mercadorias.
Desde a juventude sentiu curiosidade em trabalhar a madeira e outros materiais, realizando objectos a que dava pouca importância, até que os seus trabalhos começaram a ser comercializados.
Trabalhou essencialmente a madeira, chifre, troncos e ramagens. Preferiu madeiras meio rígidas por darem melhores definições ao trabalho, como por exemplo a laranjeira, a oliveira, o cipreste, o buxo, o cedro ou a cerejeira.
Os instrumentos de trabalho que utilizava eram pequenas serras, formões, goivas vulgares ou improvisadas, limas e lixa.
Os motivos que se observam nas suas peças são os geométricos, os vegetalistas, zoomórficos e os antropomórficos, os últimos três de inspiração regional.
Devem-se a este artesão os últimos bonecos de Santo Aleixo (Alentejo) esculpidos. Estão ainda hoje em permanente utilização nos espectáculos de títeres desenvolvidos pelo CENDREV (Grupo de Évora).
Algumas obras encontram-se na exposição permanente do Museu Municipal Prof. Joaquim Vermelho, em cuja sala de exposições temporárias teve patente várias mostras na década de 1980 do século XX. Teve também as suas peças expostas no Museu de Évora, em 1984.
Hoje o artesão já não desenvolve qualquer actividade, por desejo próprio. Mas transmite oralmente a sua arte aos mais novos, dando-lhes a conhecer pequenos segredos e o passado rural do Alentejo.